# Харківський коледж транспортних технологій
Харківський коледж транспортних технологій — державний вищий навчальний заклад І рівня акредитації, підпорядкований Міністерству освіти і науки України та розташований у Харкові.
Раніше був відомий як «Харківський технікум залізничного транспорту».

## Історія
У 1953 році Постановою Ради Міністрів СРСР та наказом Міністру шляхів сполучення СРСР № К-17216 у місті Харкові відкрився Торговий технікум залізничного транспорту по вулиці 1-ї Кінної Армії (Гольдбергівська), 77. Основним завданням технікуму була підготовка товарознавців промислових і продовольчих товарів та технологів по приготуванню їжі для торговельної мережі залізниць країни.
З 1956 року в технікумі відкриваються 3 нові спеціальності: «Тепловозне господарство залізниць», «Електротягове господарство залізниць» та «Бухгалтерський облік та планування на залізничному транспорті». Вони сприяли зміні спрямованості підготовки фахівців, тому заклад було перейменовано в Харківський технікум залізничного транспорту.
Надійність і безпека роботи залізничного транспорту значною мірою залежать від надійного функціонування сучасних автоматизованих систем управління процесами перевезень. До таких систем належить насамперед системи сигналізації та зв'язку, які забезпечують регулювання руху поїздів на перегонах і ділянках залізниць. Тому керівництвом Південної залізниці й Служби сигналізації та зв'язку було прийнято рішення про відкриття нової спеціальності. І в 1972 році в технікумі було відкрито ще одну спеціальність — «Автоматизовані системи керування».
У зв'язку з постійним збільшенням обсягу перевезень і дефіцитом у локомотивному господарстві керівників середньої ланки, керівництво Південної залізниці порушило клопотання про підготовку спеціалістів за спеціальністю «Обслуговування рухомого складу та спеціальної техніки залізничного транспорту» на денній формі навчання.
На сучасному етапі розвитку економіки та промисловості розширюються зв'язки між підприємствами залізничної галузі з іншими галузями народного господарства нашої країни з країнами СНД та дальнього зарубіжжя, що сприяє різкому збільшенню потоку інформації, підвищується рівень інформаційних технологій, якими користується людство, вдосконалюються системи інформаційних зв'язків. Все це спонукало викладацький колектив технікуму відкрити в 2001 році ще одну спеціальність — «Діловодство».

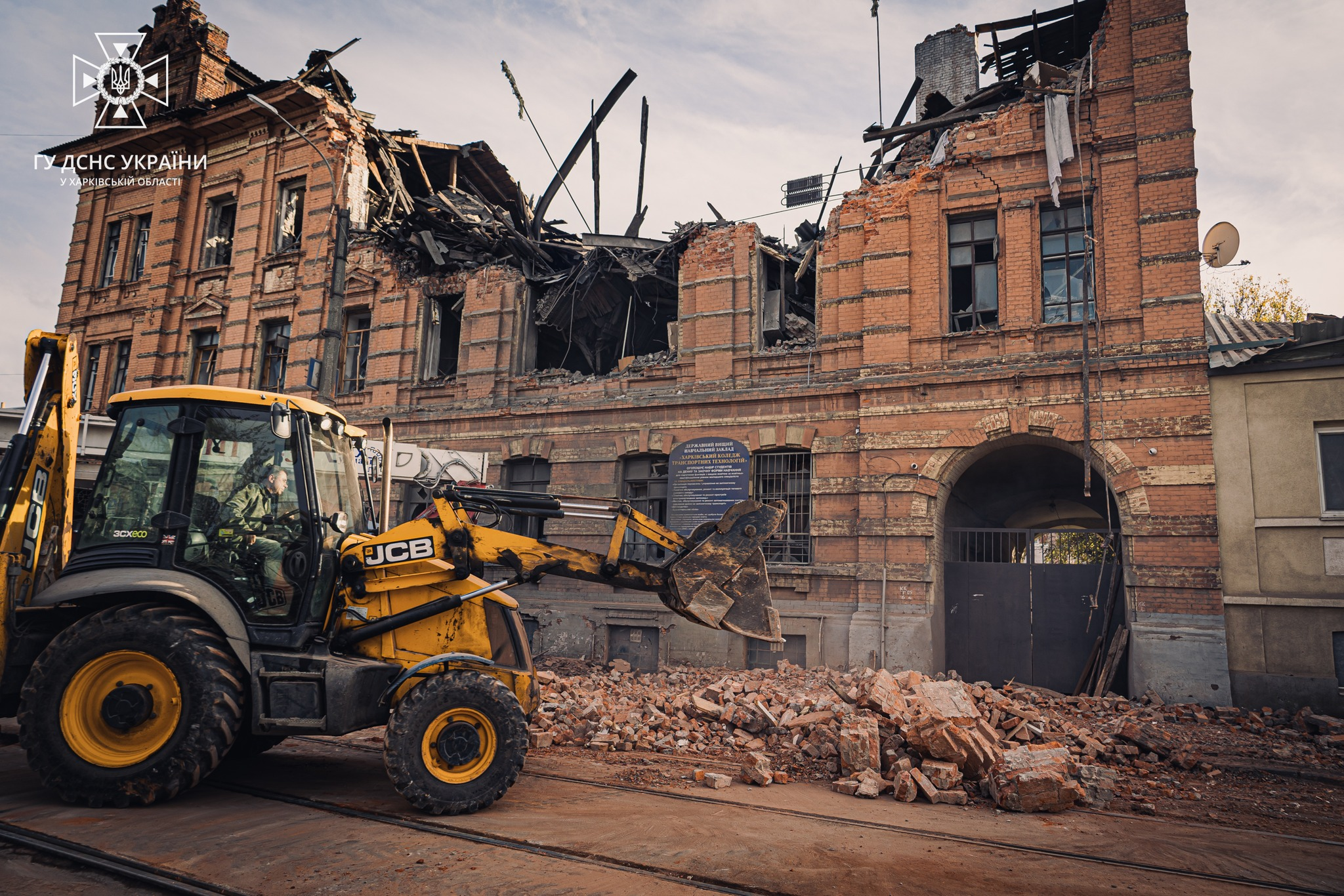
Після обстрілу 3 листопада 2023 року

В ніч на 3 листопада 2023 року одна з будівель коледжу зазнала удару російського дрона, було зруйновано 2 та 3 поверхи, виникла пожежа.

## Ліцензування освітньої діяльності
Згідно з Положенням про акредитацію вищих навчальних закладів і спеціальностей у вищих навчальних закладах та вищих професійних училищах, затвердженим Постановою Кабінету Міністрів України від 9 серпня 2001 року, № 978, та наказом по МОН № 657-Л від 01 квітня 2004 року Харківський технікум залізничного транспорту на підставі висновків експертної комісії повторно був акредитований як вищий навчальний заклад першого рівня акредитації за п'ятьма спеціальностями (див. таблицю).
Державною акредитаційною комісією Міністерства освіти і науки України своїм рішенням від 29.11.01 р. та 25.11.04 р. повторно видана ліцензія за № 232386 та № 868046 на здійснення освітньої діяльності з ліцензованим обсягом прийому 330 осіб.
У 2005 році було проведено чергову (третю за переліком) акредитаційну експертизу, згідно з якою була отримана ліцензія за номером 122201 серії АБ від 29.04.05 обсягом прийому 330 осіб.
Також на кожну з п'яти акредитованих спеціальностей було отримано акредитаційні сертифікати (окремо на кожну з спеціальностей). Також на кожну з п'яти акредитованих спеціальностей було отримано акредитаційні сертифікати (окремо на кожну з спеціальностей).
У 2008 році у зв'язку зі зміною шифрів та назв напрямку підготовки спеціалістів та назв спеціальностей повторно було видано ліцензію на надання освітніх послуг, пов'язаних з одержанням вищої освіти на рівні молодшого спеціаліста: Серія АВ № 420701 від 10.10.2008 року. Обсяг прийому студентів залишився без змін.
У 2009 році було проведено чергову (четверту за переліком) акредитаційну експертизу, згідно з якою була отримана ліцензія за номером 506050 серії АВ від 17.12.09 обсягом прийому на денній формі навчання 300 осіб та 280 осіб — на заочній.
Підготовка спеціалістів за денною формою навчання проводиться на базі 9 класів та заочною формою навчання на базі 11 класів.
Технікум здійснює діяльність, пов'язану з наданням освітніх послуг для довузівської підготовки з ліцензійним обсягом 250 осіб.
Технікум має право здійснювати підготовку фахівців за освітньо-кваліфікаційним рівнем «Кваліфікований робітник» за переліком професій, визначених навчальними планами акредитованих спеціальностей.
Технікум також проводить освітню діяльність, пов'язану з підвищенням кваліфікації молодших спеціалістів за спеціальностями, які акредитовані у технікумі з ліцензійним обсягом 2000 осіб.

## Структура
У технікумі працюють 4 відділення денної форми навчання, заочне відділення та загальне відділення з підготовки та перепідготовки фахівців, в тому числі:
- загальноосвітнє відділення (охоплює студентів 1-го курсу);
- відділення спеціальностей «Діловодство» та «Обслуговування рухомого складу та спеціальної техніки залізничного транспорту»;
- відділення спеціальностей «Організація перевезень і управління на залізничному транспорті» та «Бухгалтерський облік»;
- відділення спеціальності «Монтаж, обслуговування та ремонт автоматизованих систем керування рухом на залізничному транспорті» та «Технічне обслуговування та ремонт пристроїв електропостачання залізниць»;
- заочне відділення;
- відділення підготовки та перепідготовки фахівців, що організовує роботу підготовчих курсів, курсів з отримання робочої професії та курсів підвищення кваліфікації.